# 香港基督徒音樂事工協會
香港基督徒音樂事工協會（英語：Hong Kong Association of Christian Music Ministry Limited），通常用英文縮寫ACM來稱呼該機構，是香港一個基督新教音樂創作機構。1983年成立時為香港基督徒音樂協會，於1996年與「城市旋律」合併並改為現名。協會用廣東話創作流行音樂用作傳揚福音。協會部分成員是香港歌手同音樂家，包括翁慧韻（於2022年逝世）、吳秉堅、陳芳榮、陳鎮華（於2016年逝世）、辛尼哥哥、曾路得、鄧惠欣、潘源良、鍾肇峰、趙孟準（於2021年逝世）、金培達、郭多加、鄭楚萍、麥皓輪、吉中鳴、朱浩廉、蘇如紅、古丹青、王建威、甄燕鳴、Ivorquent、張滿源、侯碧珮、何威廉、Quin Lam、Charily Chu等等。40年來曾經出過多張專輯，包括以「齊唱」二字作首二字的專輯等。

## 歷史
1982年初協會尚未成立之時，翁慧韻、吳秉堅開始創作粵語的現代詩歌，得到突破機構的協助出版了《齊唱新歌》第一集。1983年，兩人與陳芳榮正式成立「香港基督徒音樂協會」，英文簡稱ACM。:50《齊唱新歌》系
列以協音為特色（此前當時多數教會聖詩不協音），亦加入多名流行曲創作及製作人的作品，如鍾肇峰、陳斐立、潘源良、曾路得、楊繼興、孫明光、唐奕聰、Alex Dela Cruz、Joey Villanueva、金培達、麥皓輪、禇鎮東等。吳思源亦評論為「開創了粵語本土詩歌的先河」。
八十年代，ACM構思出「赤道」組合，嘗試參與流行樂壇，其〈無言者〉〈這首歌〉〈飛越風沙〉三首歌曲曾登上電台流行榜。由於參與流行樂壇需要在公關和建立形象方面耗費大量資金，同時此類歌曲不獲教會傳統派的支持，赤道於1989年停止運作。
1996年和「城市旋律」合併，協會亦改名做「香港基督徒音樂事工協會」。2005年成立兒童詩班，2007年推出第一張由兒童詩班主唱的專輯《齊唱兒歌》。

## 主要專輯

### 齊唱新歌
- 1982年：第一集（突破機構製作）（主唱：陳芳榮、曾路得、鄧惠欣、陳碧清、葉源春、黃汝燊）
- 1983年春：第二集（突破機構製作）（主唱：陳以誠、陳芳榮、陳美鳳、陳秀麗、鄧惠欣）
- 1983年秋：第三集（主唱：四月之聲（曾路得、鄧惠欣、陳芳榮、孔慶端、楊淑貞））
- 1984年：第四集（主唱：四月之聲（曾路得、鄧惠欣、陳芳榮、孔慶端、楊淑貞、陳碧清、凌東成））
- 1985年：第五集（主唱：曾路得、四月之聲（陳芳榮、孔慶端、楊淑貞、陳碧清、凌東成））
- 1986年：第六集（主唱：900列車（林少強、邱卓岳、洪靜文、盧美艷）、楊淑貞、劉向榮）
- 1988年：第七集（包含赤道歌曲）（主唱：赤道（劉向榮、楊淑貞、蔣忠漢、郭多加、譚佩芬）[註 1]、孫明光）
- 1989年：第八集（主唱：梁名遠、吳潔梅、葉富生、劉向榮、蔣忠漢、郭多加）
- 1990年：第九集（主唱：900列車（林少強、邱卓岳、洪靜文、盧美艷）、劉向榮、葉富生、郭多加、金培達、郭靜）
- 1992年：第十集（主唱：900列車（林少強、邱卓岳、洪靜文、盧美艷）、楊小菁、吳潔梅、區展熾[註 2]、何婉媚[註 2]、高佩玲[註 2]、黃維棣[註 2]、蘇如紅、羅旭海[註 2]、唐鉅宏）
- 1996年：第十一集（主唱：Highway（鄭楚萍、蘇如紅、羅旭海、唐鉅宏））
- 1997年：第十二集（主唱：Highway（鄭楚萍、蘇如紅、羅旭海、唐鉅宏））
- 2003年：第十三集（主唱：陳慧珠、何婉媚、高佩玲、陳永業、陳奕楷、關承浩、黃維棣）
- 2006年：第十四集（主唱：陳奕楷、關承浩、高佩玲、陳慧珠、何婉媚、劉諾生、佳音使團、葉富生、楊淑貞、陳碧清、袁思慧、陳嘉華、趙芬妮）

### 齊唱敬拜讚美
- 1998年：第一集（是王）
- 1999年：第二集（大祭司）
- 2000年：第三集（來復興我）
- 2001年：第四集（以利亞—耶和華是神）
- 2002年：第五集（和平之君）
- 2004年：第六集（同在的神—以馬内利）
- 2005年：第七集（敬拜Crossover）
- 2006年：第八集（得勝者）
- 2008年：第九集（我願意）
- 2009年：第十集（錫安城）
- 2012年：第十一集（全是的）
- 2015年：第十二集（牧我一生）
- 2017年：第十三集（傳承使命）
- 2019年：第十四集（黑暗中的盼望）
- 2021年：第十五集（站立得穩）

### 齊唱兒歌
- 2007年：第一集
- 2009年：第二集（真美麗）
- 2011年：第三集
- 2015年：第四集（ 小小敬拜者 ）（大衛篇）
- 2018年：第五集（我是主的小門徒）
- 2020年：齊唱兒歌USB
- 2023年：第六集

### 齊唱短歌
- 1993年：第一集
- 1994年：第二集
- 1995年：第三集
- 1996年：第四集

### 更新之歌
- 1991年：第一集
- 1994年：第二集
- 1995年：第三集

### 城市旋律專輯
- 1986年：城市旋律
- 1987年：踏上彩虹
- 1989年：愛在人間
- 1991年：異鄉人
- 1992年：客西馬尼
- 1993年：荊棘的冠冕
- 1994年：中國的呼喚
- 1995年：真愛、野髑髏
- 1996年：歌聲飄揚
- 2008年：神恩

### 其他專輯
- 1988年：成長的衝擊
- 1993年：互愛
- 1997年：為這地祈福
- 1998年：請聽我的誓言
- 2000年：頌讚主生辰
- 2003年：擁抱你
- 2008年：回到這個家
- 2014年：「齊唱」金曲管弦夜
- 2022年：Rebirth
- 2024年：有故事的歌

## 流行曲專輯

### 赤道專輯
- 1986年：有情天地
- 1987年：赤道
- 1988年：齊唱新歌
- 1989年：隱藏的太陽

### 曾路得+四月之聲專輯
- 1985年：曾路得+四月之聲（陳芳榮、孔慶端、余碧珊、李詠茵、凌東成）[註 3]
- 1986年：信（陳芳榮、孔慶端、黎邦永、李詠茵、凌東成）

## 製作節目
- 1986年：赤道有情天地演唱會
- 2014年：「齊唱」金曲管弦夜籌款音樂會
- 2020年：A記特搜
- 2022年-2023年：ACM冷笑話

## 外部鏈結
- 官方网站
- 香港基督徒音樂事工協會的Facebook專頁
- 香港基督徒音樂事工協會的Instagram帳戶
- ACM 兒童詩班的Facebook專頁
- YouTube上的香港基督徒音樂事工協會頻道